# 나카야마역 (가나가와현)
나카야마역(일본어: 中山駅, なかやまえき)은 일본 가나가와현 요코하마시 미도리구에 있는 철도역이다.

## 타는 곳

### 동일본 여객철도
| 1 | ■ 요코하마 선 | 마치다・하시모토・하치오지 방면  |
| 2 | ■ 요코하마 선 |                                  |
| 3 | ■ 요코하마 선 | 신요코하마・요코하마·오후나 방면 |

### 요코하마 시 교통국
| 1·2 | ■ 그린 라인 | 히요시 방면 |

## 역세권 정보

### 버스 승강장

#### 남쪽 출입구
- 요코하마 동물원 주라시아 행 기타

#### 북쪽 출입구
- 아오바다이 역 행 기타

## 기타 시설
- 요코하마시 미도리구청

## 역사
- 1908년 9월 23일 : 동일본 여객철도 철도역이 영업 개시
- 2008년 3월 30일 : 요코하마 시 교통국 지하철 그린 라인 철도역이 영업 개시, 환승역이 됨.

## 사진

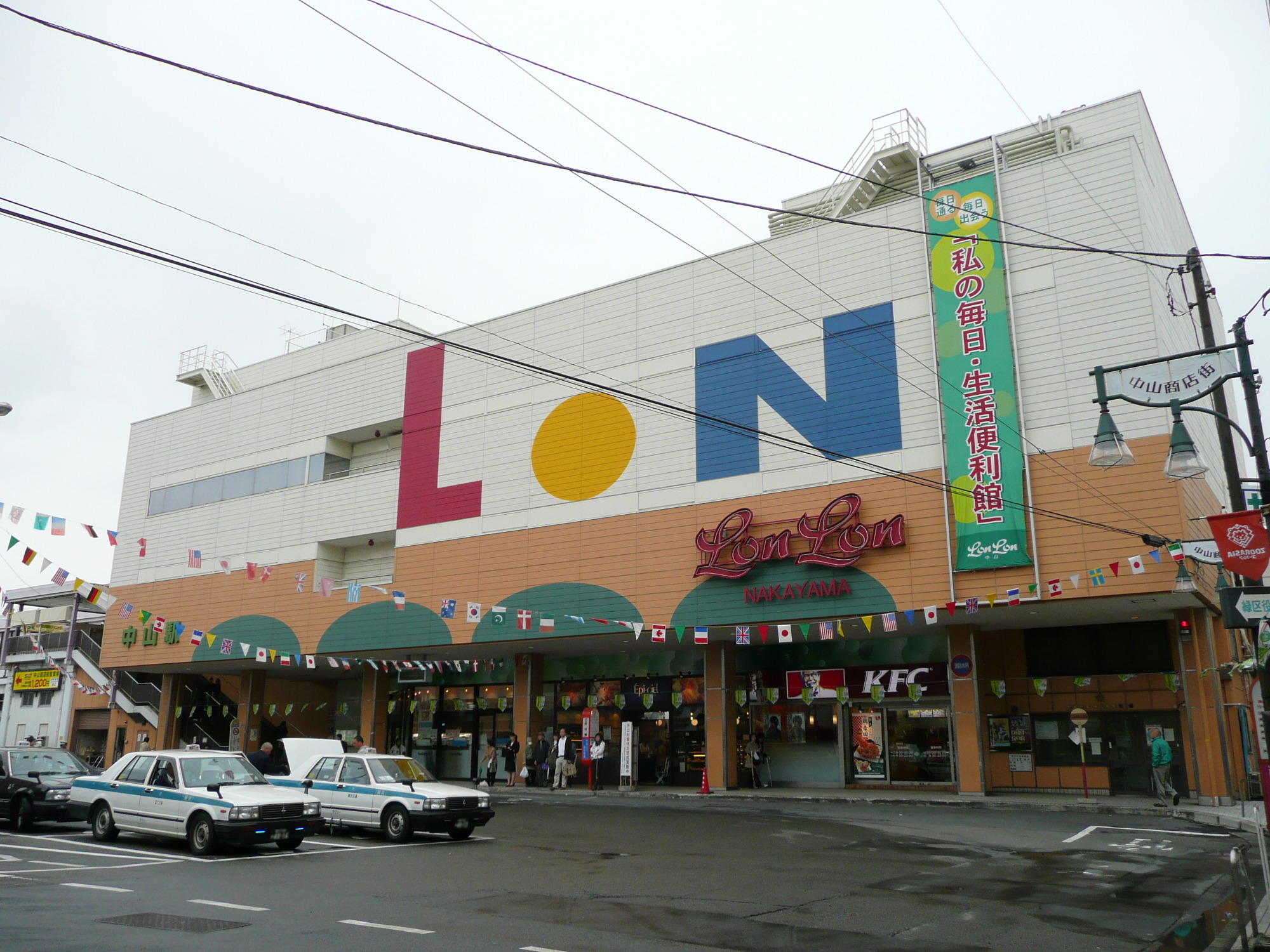
요코하마 선 남쪽 역사 모습
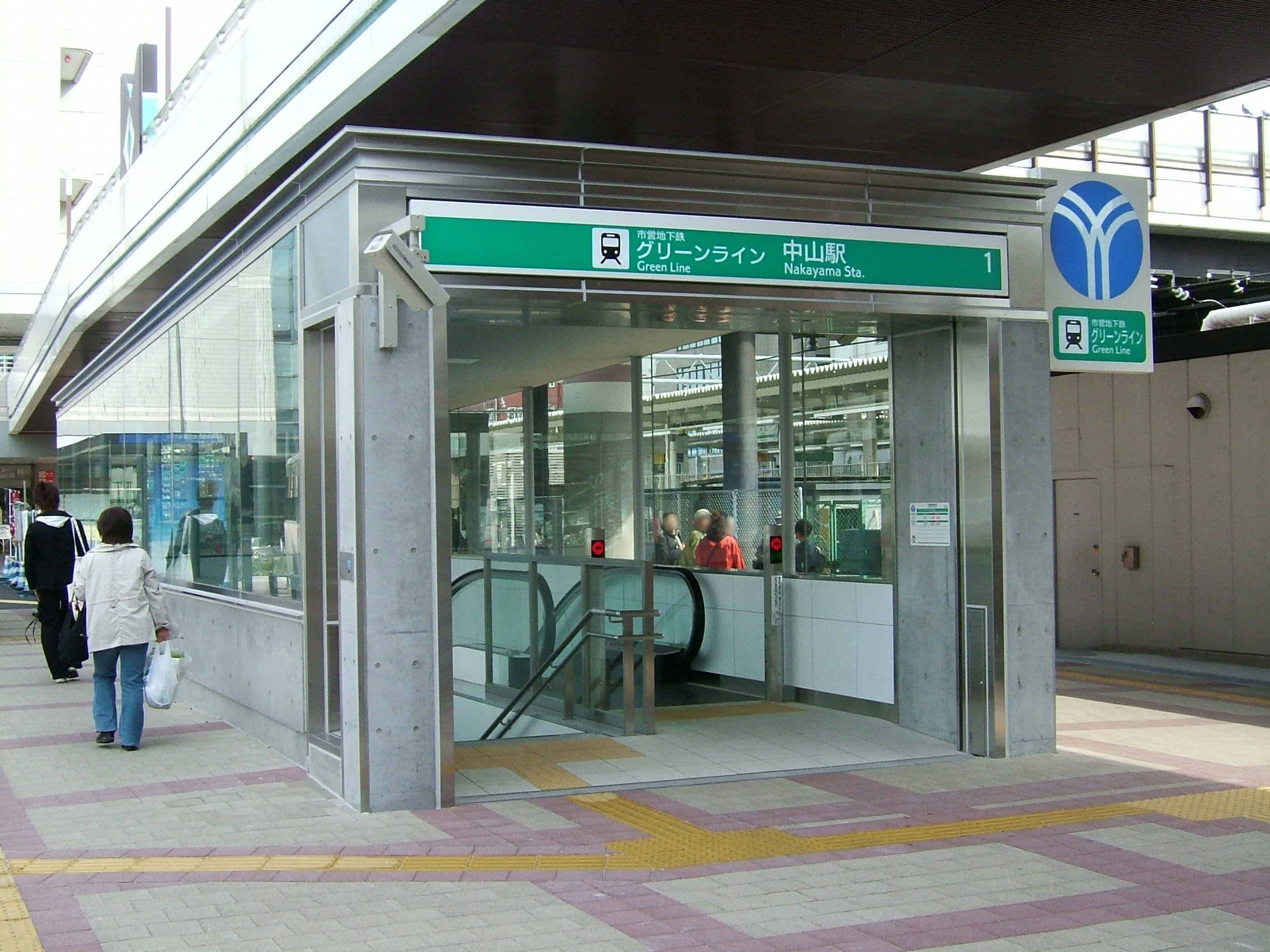
그린 라인 1번 출입구

## 인접역
| 동일본 여객철도 ■ 요코하마 선    | 동일본 여객철도 ■ 요코하마 선 | 동일본 여객철도 ■ 요코하마 선 |
| -------------------------------- | ----------------------------- | ----------------------------- |
| 가모이 히가시카나가와 방면       | 쾌속                          | 나가쓰타 하치오지 방면        |
| 가모이 히가시카나가와 방면       | 각역정차                      | 도카이치바 하치오지 방면      |
| 요코하마 시영 지하철 ■ 그린 라인 |                               |                               |
| 시·종착역                        |                               | 가와와초 G02 히요시 방면      |